# Maçarico-escolopáceo-americano
O maçarico-escolopáceo-americano (Limnodromus scolopaceus) é uma ave limícola da família Scolopacidae. É um pouco maior que uma narceja e destaca-se pelo seu bico muito comprido.
Este maçarico nidifica no Alasca e no extremo nordeste da Sibéria. É uma espécie migradora, que inverna na parte sul dos E.U.A. (sobretudo junto ao Golfo do México) e na parte norte da América Central. A sua ocorrência na Europa é muito rara.